# Geniostoma glaucescens
Geniostoma glaucescens là một loài thực vật có hoa trong họ Mã tiền. Loài này được Schltr. mô tả khoa học đầu tiên năm 1906.